# Bermane Stiverne
Bermane Stiverne, född 1 nov 1978 i La Plaine, på Haiti, är en före detta haitisk-kanadensisk, numera amerikansk professionell boxare som under nio månader 2014-2015 var världsmästare i tungvikt för organisationen WBC.

## Boxningskarriär

### Världsmästare
Efter att Vitalij Klytjko avsagt sig WBC-titeln och avslutat karriären i december 2013 undertecknade Stiverne ett kontrakt för att möta Chris Arreola om den vakanta titeln. Den 10 maj 2014 blev Stiverne ny världsmästare efter att ha slagit sin motståndare KO i den sjätte ronden. Därmed var han den första haitiska-födda boxaren att vinna ett världsmästerskap i tungvikt.
Stiverne förlorade redan i sitt första titelförsvar sin VM-titel till amerikanen Deontay Wilder i Las Vegas i januari 2015 via ett enhälligt domarbeslut efter 12 ronder. Efter matchen togs Stiverne in på sjukhus där han diagnostiserades med rabdomyolys.

### Dopningsproblem
År 2016 beordrade WBC den obligatoriska utmanaren Aleksandr Povetkin att möta Stiverne i en match om WBC:s "interrimtitel". Men i november informerades WBC om att Stiverne hade testat positivt för det förbjudna ämnet metylhexanamin. Stiverne hävdade dock att han tagit ett kosttillskott utan att veta att det innehöll det förbjudna ämnet och WBC tog hänsyn till att detta var Stivernes första "felsteg" när han blott bötfälldes med 75 000 dollar. Bara 20 timmar innan matchen skulle äga rum drog dock WBC tillbaka sin sanktion för matchen då Povetkin hade misslyckats med ett drogtest och testat positivt för ostarin. Stiverne vägrade därefter att boxas mot Povetkin.

### Returmatch mot Wilder
I november 2017 mötte Stiverne Wilder i en andra match om WBC:s tungviktstitel. Före matchen hade Stiverne varit i stort sett inaktiv med bara två matcher inom nästan tre år. Inför matchen påpekade han ändå att han var den enda mannen som gått tolv ronder med Wilder. Matchen skulle dock bli en besvikelse då Stiverne blev slagen medvetslös redan i den första ronden. Statistiken visade att han bara slog fyra slag under ronden – inget träffade.

## Utanför ringen
Stiverne föddes i Plaine-du-Nord på Haiti som det yngsta av 14 barn (åtta systrar och fem bröder). I juli 2011 var han volontär han på Welcome Hall Mission i Montreal för att erbjuda utbildning och inspiration till lokala hemlösa ungdomar. Stiverne är känd för att vara ett fan av Miami Heat.

### Webbkällor
- Stiverne på boxrec.com